# Abdessalam Yassine

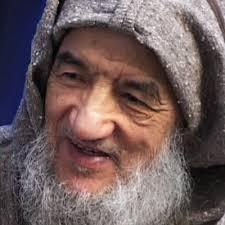
Abdessalam Yassine

Abdessalam Yassine (arabisch عبد السلام ياسين, DMG ʿAbd as-Salām Yāsīn; * 20. September 1928 in Marrakesch; † 13. Dezember 2012 in Rabat, Marokko) war ein marokkanischer Islam-Gelehrter. Er war Autor von mehr als 25 Büchern zu verschiedenen Themen und gründete in den 1980er Jahren die Ǧamāʿat al-ʿAdl wa-l-Iḥsān („Vereinigung für Gerechtigkeit und Spiritualität“). Diese Vereinigung zählt laut Amnesty International zu den verbotenen islamistischen Vereinigungen in Marokko.

## Leben
Yassines Abstammung war berberisch-arabisch. In seiner Kindheit besuchte er eine Privatschule in Marrakesch, bevor er mit 15 Jahren seine Ausbildung am Ben-Youssef-Institut begann, einer Sekundarschule für arabische und islamische Studien. Erst im Alter von 19 Jahren lernte Yassine Französisch, als er 1947 eine einjährige Ausbildung zum Lehrer in Rabat absolvierte. 1948 begann er seine Karriere im öffentlichen Bildungssektor. Er arbeitete als Arabischlehrer in El-Jadida und Marrakesch. Im Jahre 1955 wurde er amtlicher Kontrolleur für den Grundschulunterricht in Casablanca und war von 1956 bis 1960 in Beni-Mellal in der gleichen Funktion auf regionaler Ebene tätig. Yassine kehrte im Jahre 1960 als Direktor des Ausbildungszentrums für Grundschullehrer nach Marrakesch zurück. 1963 arbeitete er als Aufsichtsbeamter für weiterführende Schulen in Casablanca. Zwischen 1965 und 1967 war er als Direktor des Zentrums für Lehrerausbildung in Rabat tätig. Er unternahm Reisen nach Frankreich (1959, 1961), USA (1959), Libanon (1961), Tunesien, Algerien und Nigeria (1968).
1968 beendete er vorzeitig seine langjährige Karriere als Staatsbeamter aufgrund einer Krankheit. Yassine schloss sich in der nachfolgenden Zeit einem spirituellen Lehrer an. Nach dessen Tod trat Yassine aus der Bruderschaft seines verstorbenen Lehrers aus, um eine Richtung zu verfolgen, welche mehr mit seinem Konzept des Islam übereinstimmte, nämlich dem verstärkten Einsatz für das Gemeinwohl der Gesellschaft anstelle eines Lebens in Zurückgezogenheit. 1974 schrieb Yassine einen offenen Brief unter dem Titel „Der Islam oder die Sintflut“ (al-Islām au aṭ-ṭūfān) an den marokkanischen König Hassan II., in dem er die politische Richtung des Königs stark kritisierte. Daraufhin ließ ihn der König ohne rechtskräftiges Urteil für insgesamt dreieinhalb Jahre inhaftieren, von denen er zwei Jahre in einer psychiatrischen Anstalt verbringen musste.
Im März 1978 wurde Yassine aus der Haft freigelassen. Im Februar des darauf folgenden Jahres veröffentlichte er die erste Ausgabe der Zeitschrift Al-Gama’a, von der bis 1983 insgesamt 16 Ausgaben veröffentlicht wurden. Einige dieser Ausgaben wurden jedoch durch die marokkanische Staatsgewalt beschlagnahmt. Die Zeitschrift wurde nach der 16. Ausgabe offiziell verboten. Im September 1981 gründete Yassine die Vereinigung Usrat Al-Gama’a (Familie der Gemeinschaft). Die Vereinigung wurde offiziell nicht anerkannt. Im Juli 1982 schrieb er einen Artikel in der 10. Ausgabe der Zeitschrift Al-Gama’a, worin er unter dem Titel Al-qawl wa-l-fiaal (Die Rede und die Handlung) auf den an alle Staatschefs der islamischen Länder gerichteten Brief des marokkanischen Königs antwortete, welcher anlässlich der islamischen Jahrhundertwende geschrieben worden war. Die Ausgabe wurde ebenfalls beschlagnahmt. Im November 1983 brachte Yassine die Zeitschrift Al-Subh (Der Morgen) heraus, welche bereits nach Erscheinen der zweiten Ausgabe verboten wurde. Wegen eines in dieser Zeitschrift veröffentlichten Artikels wurde Yassine Ende Dezember erneut verhaftet und zu zwei Jahren Gefängnis sowie einer Geldstrafe von heute 500 Euro verurteilt.
Im September 1987 nahm die Wohltätigkeitsvereinigung unter der Führung Yassins den Namen „Vereinigung für Gerechtigkeit und Spiritualität“ (Ǧamāʿat al-ʿAdl wa-l-Iḥsān) an. Trotz zahlreicher Repressionen durch das marokkanische Regime gewann die Vereinigung in Marokko zunehmend an Popularität. Vom 30. Dezember 1989 an wurde gegen Yassine ein Hausarrest verhängt, währenddessen er nur Besuche von Familienangehörigen empfangen durfte. Am 28. Januar 2000 veröffentlichte Yassine einen Brief mit dem Titel Memorandum an den Berechtigten, welcher an den neuen König Muhammad VI. gerichtet war, der als Sohn seines verstorbenen Vaters Hassan II. dessen Nachfolge 1999 angetreten hatte. In diesem Brief kritisierte Yassine die miserable sozioökonomische Lage der Bevölkerungsmehrheit und forderte den König auf, das unterschlagene Vermögen zur Begleichung der Staatsschulden zu verwenden. Der Hausarrest wurde durch den König am 19. Mai 2000 aufgehoben. Zu diesem Anlass gab Yassine am 20. Mai 2000 unter Beachtung internationaler Medien eine Pressekonferenz, in der er auf die fortdauernden Repressionen und die Willkür der Justiz hinwies.

## Werke
Yassine hat seine spirituellen, sozialen und politischen Iden in mehr als 25 Büchern dargelegt. Dazu gehören:
- al-Islām au aṭ-ṭūfān („Der Islam oder die Sintflut“), der 1974 verfasste offene Brief an den marokkanischen König.[6]
- Miḥnat al-ʿaql al-muslim baina siyādat al-waḥy wa-saiṭarat al-hawā („Die Prüfung der islamischen Vernunft zwischen der Herrschaft der Offenbarung und der Hegemonie der Willkür“), veröffentlicht 1994 in Rabat.[7] Eine von Muhtar Holland erstellte englische Übersetzung des Buches unter dem Titel “The Muslim Mind on Trial. Divine Revelation Versus Secular Rationalism” erschien 2002 bei Justice and Spirituality Publishing, Iowa City, Iowa.[8]
- Al-Minhāǧ an-nabawī, tarbiyatan wa-tanẓīman wa-zaḥfan („Der prophetische Weg, bezüglich der Erziehung, der Planung und des Vorrückens“), veröffentlicht 1982 in Beirut.[9]
- aš-Šūrā wa-dīmūqrāṭīya („Die Konsultation und die Demokratie“), veröffentlicht 1996 in Casablanca.[10]
- Islamiser la modernité (1998), übersetzt ins Deutsche von Yunus Khan unter dem Titel Islamischer Vernunftappell an die Moderne (2000).[11]
- al-Ḫilāfa wa-l-mulk („Kalifat und Königtum“), veröffentlicht 2000.[12]

## Positionen

### Politische Positionen
In seinem Buch Islamischer Vernunftappell an die Moderne macht Yassine deutlich, dass er die „Freiheit des Denkens“, den „demokratischen Pluralismus“ und das „Recht als Differenz“ als Prinzipien betrachtet, die nur der Durchsetzung des „atheistischen Rationalismus“ dienen und sich eigentlich gegen den Islam richten. Als islamische Alternative zur Demokratie empfiehlt er das Prinzip der Schūrā. Dabei warnt er davor, Schūrā selbst im Sinne einer modernen Demokratie zu deuten. Schūrā könne zwar demokratische Verfahren und Methoden einbeziehen, jedoch sei die andere Seite der Demokratie, die „laizistische Religion“ inakzeptabel. Die Instrumente, die in einem islamischen Staat von der Demokratie übernommen werden können, sind die öffentliche und kontroverse Debatte sowie eine pluralistische, freie und verantwortungsbewusste Presse.
In seinem Buch Die Konsultation und die Demokratie spricht er denjenigen, die die Befähigung zum Idschtihād haben, eine Führungsrolle im Staat zu. Der Idschtihād darf dabei seiner Meinung nach nicht auf eine bestimmte Klasse von Menschen beschränkt werden, da er nicht das Monopol von beturbanten Absolventen der Azhar, al-Qarawīyīn oder der ez-Zitouna sei. Es sei auch kein geheiligter Bezirk, von dem scharfsinnige Doktoren ausgeschlossen seien. Vielmehr sei jeder fromme Gelehrte, der zum Idschtihād befähigt sei, auch autorisiert, ihn auszuüben.
In seinem Buch Kalifat und Königtum entwirft Yassine das Kalifat als die ideale Form der islamischen Herrschaft, während das erbliche Königtum seiner Auffassung nach im Islam unerwünscht ist. Die Bestimmung eines Nachfolgers durch den Herrscher könne zwar eine Direktive für die Auswahl der Umma sein, die zur Stabilität beitrage. Wenn sie aber in despotischer Weise durch den Imam erfolge, dann drohe ein Abgleiten in die Katastrophe.

### „Schule des prophetischen Weges“
Yassine sah sich auch als Begründer einer „Schule des prophetischen Weges“ (Madrasat Al-Minhāǧ an-nabawī), deren Projekt die Wiedervereinigung der Muslime nach dem Vorbild des Propheten Mohammed ist. Das Projekt, das er in mehreren Büchern erklärte, soll eine authentische, trotzdem moderne und praktische Methode der Erziehung und Ausbildung umfassen, um für den Wiederaufbau der muslimischen Gemeinschaft zu arbeiten. Die Grundlagen seines Projektes können wie folgt zusammengefasst werden:
- Die Methode der Änderung soll progressiv, flexibel und nachsichtig sein.
- Sie benötigt einen theoretischen Hintergrund, damit sie in der Praxis leistungsfähig ist.
- Gewalttätigkeit und Untergrundaktivitäten müssen vehement abgelehnt und um jeden Preis vermieden werden.
- Der Islam ist nicht das Alleineigentum der Araber. So muss diese Botschaft der ganzen Welt in der passendsten, mildesten und friedlichsten Weise übermittelt werden.
- Um Änderungen vorzunehmen, sollten der muslimische Mann und die muslimische Frau mit sich selbst beginnen, ihre Herzen und Seelen von den schlechten Absichten und Gefühlen reinigen und ihren Verstand durch das vollkommene Modell des Propheten Mohammed erziehen – ein Modell der Gnade, des Friedens, des menschlichen Respekts, der Gleichheit und der Geschwisterlichkeit.
- In einem Wort: Das Ziel des Projektes ist, Gerechtigkeit in der Gesellschaft und Spiritualität in den Herzen seiner Bürger herzustellen. Gerechtigkeit und Spiritualität bedeuten Frieden mit dem Schöpfer und den Geschöpfen, moralische Rechtschaffenheit und Anstand, soziale Gerechtigkeit, Wohlstand und ein annehmbares Leben für alle menschlichen Wesen – Brüder und Schwestern im Glauben oder in der Menschheit.